# Apud iudicem
En el Derecho romano, la fase o etapa procesal apud iudicem tiene su inicio con el término de la litis contestatio, cuando la intervención del magistrado ha concluido y el asunto pasa a manos del juez. Esta segunda fase se acaba con la sentencia, aunque cuando esta resulta ser condenatoria, debe procederse después a su ejecución.

## Desarrollo
En la fórmula se entrega al juez:
- Base o programa del proceso.
- Elementos de hecho existentes.
- Orden al juez de aceptar el cargo.

El juez debe adquirir convicción de la existencia de los hechos que van a servir de base a la sentencia. Las partes deben rendir la prueba y hacer alegatos.

## Principios que imperan en procedimiento

### Bilateralidad de la audiencia
Ambas partes tienen derecho a ser oídas por el juez.

### Oralidad
El juicio es verbal. Salvo la fórmula, todo lo demás es de palabra.

### Inmediación
Las partes se dirigen directamente al juez (lo contrario sería que hubieran intermediarios).

### Publicidad
Las audiencias donde se celebran los juicios son públicas.

## Las pruebas
La totalidad de las actuaciones apud iudicem eran orales. Es en esta etapa procesal cuando intervienen los abogados, y, en relación con sus discursos, se procede a la recepción de la pruebas (probationes). 
Las pruebas pueden consistir en declaraciones hechas por los litigantes o en declaraciones hechas por testigos (testes), aunque también cabía la presentación de documentos (instrumenta). Sin embargo, el derecho romano clásico se caracteriza por mostrar una ligera preferencia por la prueba testifical, a diferencia del mundo helenístico, donde era ostensiblemente más importante la prueba documental.
Los testigos, que carecen de número mínimo, deponen de un modo voluntario sus declaraciones, a no ser que hubiesen sido llamados como tales a tomar parte en un acto solemne, por lo que quedarían obligados a dar testimonio. Sobre la base de lo escrito en las XII Tablas, el testigo de los actos que con posterioridad no acepta deponer testimonio, es declarado inprobus intestabilisque
Quedaban excluidos de ser testigos tanto los esclavos como los condenados por determinados crímenes, así como también los libertos, los impúberes, los patronos y los ascendientes o descendientes de la parte interesada.

### Documentos
Con el devenir del tiempo y el consecuente avance de la época clásica, los documentos vieron aumentada su importancia como pruebas. El primer tipo de documento usual en la práctica de Roma los constituían las tablillas, en las que se recogían las declaraciones extrajudiciales de los testigos (testationes), para ser presentadas en el futuro ante el juez. Las denominadas tabulae ceratae poseían una capa de goma laca en la que era posible escribir usando un punzón (stilus), y también borrar, mediante el empleo de una espátula templada. 
También era frecuente que interviniesen como medios de prueba las cartas de carácter privado y los libros de cuentas (rationes), especialmente los bancarios. Los banqueros eran obligados por el Pretor a presentar las cuentas, con indicación de fecha, a cualquier cliente que se las hubiese solicitado, sea como adversario, sea en un litigio con tercero. Además, cuando un cliente perdía el litigio por no disponer de esa prueba, tenía a su disposición una actio in factum contra el banquero.
Finalmente, no gozaron de una amplia difusión los documentos registrados oficialmente (apud acta) y las copias de estos (exempla), aunque no por ello dejaron de tener una ligera importancia en la época clásica, que es cuando aparecieron.

## Sentencia
Resolución del juez que pone término al juicio, resolviendo el asunto sometido a su decisión.
Puede ser:

### Declarativa
Cuando se limita a reconocer la existencia de una situación de hecho.

### Constitutiva
La que crea derechos reales en favor de las partes, como en las acciones divisoria y demarcatoria.

### Condenatoria o absolutoria
La que acoge o rechaza la acción deducida.

### Partidos que puede obtener el juez
- Abstenerse de dictar sentencia: Si estima que no tiene suficientes elementos de juicio para pronunciarse. Es este caso, las partes pueden reiniciar el juicio ante otro juez.
- Absolver al reo: Si el demandante no prueba los fundamentos de su intentio; o si el demandado prueba su exceptio, etc.
- Condenar al reo: Si se prueban los hechos que sirven de fundamento en la intentio y no se opusieron excepciones, o no se probaron los fundamentos de estas.

El juez debe situarse en el estado de cosas que había al momento de la litiscontestatio (efecto retroactivo). Lo que ocurra después, aunque el demandado cumpla la prestación reclamada, no altera el resultado del juicio, salvo:
- Acciones de buena fe: Si el demandado cumplió con su prestación entre la litiscontestatio y la sentencia.
- Si perece la cosa litigiosa y el demandado, de buena fe, no se encuentra en mora de entregarla.

## Remedios contra la sentencia

### Apellatio
Extraordinaria. Ante el Rey en la época arcaica; ante el Príncipe en el Principado.

### Revocatio in duplum
Nulidad. Sentencias nulas o inexistentes por:
1.- Falta de capacidad de una o ambas partes.
2.- Infracción al principio de la bilateralidad de la audiencia.
3.- Haberse salido el juez de los términos de la fórmula.
Implica periculum dupli (el peligro del doble). El que pide la nulidad de la sentencia, y no prueba su posición, es condenado al doble de lo que había sido condenado.

### In integrum restitutio
En el Procedimiento formulario. Se borra todo lo que se ha hecho porque hay una injusticia muy grande.
Requisitos:
- Perjuicio grave.
- No existe otro mecanismo para obtener que la sentencia quede sin efecto.
- Existe, en el edicto, una causa que legitime la decisión del magistrado.
- Se le pide al magistrado.

### Intercessio contra el mandamiento de juzgar
Antes de la dictación de la sentencia, se le acusa al juez de ser parcial frente al magistrado.

### Acción de daños
Contra el juez que hace suya la litiscontestatio, si fue un juez injusto que dio una sentencia injusta, causando daño a la parte que perdió. El juez debe indemnizar.

## Efectos de la sentencia
Efecto de cosa juzgada. Tiene dos aspectos:

### Excepción de cosa juzgada
Para que no se vuelva a repetir el mismo juicio.
Se trataría del mismo juicio si se produce la triple identidad: Idem Corpus (Identidad de cosa perdida; el mismo objeto), Eadem causa pretendi (Identidad de causa de pedir) y Eadem conditio personarum (Identidad jurídica de partes).

### Acción de cosa juzgada
(Actio iudicati)
Cumplimiento forzado de la sentencia (normalmente había un plazo de 30 días). Es una acción ejecutiva, es decir, tiene por objetivo obtener el cumplimiento forzado de una obligación indudable.

## Efectos de un error en el planteamiento de la demanda
Si hay un error, no puede ser corredigo por el juez.

### Situaciones posibles
-Se ejerce una acción que no corresponde o se reclama una cosa por otra. 
Efecto: El demandado es absuelto y el demandante podrá iniciar un nuevo juicio.
-Se pide más de lo que en derecho corresponde (pluris petionem). Puede ser:

#### Re
Se pide toda una cosa y se tiene derecho sólo a una parte.

#### Tempore
Se pide antes de cumplirse un plazo o una condición.

#### Loco
Se pide el pago en un lugar que no corresponde.

#### Causa
Se pide un objeto determinado, ya sea en obligaciones alternativas (en las que el deudor elige) o de género (por ejemplo "tres caballos").
Efecto: El reo se absuelve y el actor no puede iniciar un nuevo juicio.
-Se pide menos de lo que en derecho corresponde.
Efecto: Demandante obtiene sólo lo pedido y no puede renovar el juicio, especialmente si el error está en la condemnatio. Si va en otra parte de la fórmula, puede renovar el juicio, pero ante otra magistratura.